# Heustreu
Heustreu là một đô thị ở huyện Rhön-Grabfeld ở lower Franconia thuộc nước Đức.